# Michael Cromer
Peter Michael Cromer (eigentlich: Kromer, * 21. August 1939 in Krefeld; † 4. September 2007 in München) war ein deutscher Unternehmer und Gründer der Modemarke MCM.

## Leben
Cromer begann ein Studium der Volkswirtschaft in Tübingen und arbeitete nebenher als Schauspieler und Fotomodell. Zusammen mit seiner Frau gründete er das Unternehmen 
MCM Moderne Creation München Reisegepäck GmbH. Mitte der 1990er Jahre geriet sein Unternehmen, das weltweit 240 Filialen hatte und nach eigenen Angaben circa 480 Millionen Euro Umsatz machte, in wirtschaftliche Schwierigkeiten und wurde später verkauft.
Nach Anzeigen wegen Steuerhinterziehung setzte er sich zweimal in die Schweiz ab. Im Jahr 2000 wurde er zu zwei Jahren Gefängnis auf Bewährung wegen Steuerhinterziehung verurteilt, worauf er nach Deutschland zurückkehrte. 2003 erlitt er am Steuer seines Wagens einen Durchbruch der Bauchschlagader.
Michael Cromer gehörte zu den schillerndsten Figuren der Münchner Schickeria. In den späten 1960er und frühen 1970er Jahren übernahm er Nebenrollen im erotischen Filmgenre.  In den letzten Jahren geriet er mehrfach in die Schlagzeilen der Regenbogenpresse. Er wohnte mit seiner Frau Mara, mit der er seit Juni 1966 verheiratet war, zuletzt in einem Reihenhaus in Straßlach, einem Ort südlich von München, wo sie von 600 Euro im Monat lebten. Er starb im Klinikum rechts der Isar an Multiorganversagen.

## Filmografie
- 1969: Das Go-Go-Girl vom Blow-Up
- 1970: Dr. Fummel und seine Gespielinnen
- 1970: Graf Porno bläst zum Zapfenstreich
- 1970: Nicht fummeln, Liebling
- 1971: Die nackte Gräfin
- 1972: Das Mädchen mit der heißen Masche
- 1974: Jorden runt med Fanny Hill
- 1975: Frau Dannheissers Schuld (Serie Mordkommission)
- 1980: Flitterwochen
- 1983: Wie es geschah